# 明星小学校 (東京都)
明星小学校（めいせいしょうがっこう）は、東京都府中市にある男女共学の私立小学校。
設置者は学校法人明星学苑。

## 沿革
- 1950年（昭和25年）4月 - 明星小学校開校

## 特色
- 東京都府中市に二校ある私立小学校の一つである。
- 昔から近隣の中小企業経営者の子弟らが多く通う傾向にあり、親子2代もしくは祖父母からの3代にわたり明星小学校というケースも少なくない。
- 英語、理数教育に力を入れている。英語は専任教師の数が多いのが特徴で、1年生から英語に取り組み、イングリッシュキャンプ参加や英検受験推進がなされている。理数教育に関しては、細水校長主導の遊びながら考える力を養う算数や、低学年生活科における理科実験の導入などが特色となっている。
- 近年入学希望者が増加傾向にある。
- 付属幼稚園からの内部進学率は例年30～40名。
- 卒業生の6～7割が系列校である明星中学校に進学する。
- 附属小学校としては外部受験者が多い。進学先については学校案内パンフレット参照。

## 進路
毎年、外部受験する者も多く女子学院中学校、立教女学院、芝中学校、学習院中等科などに進学する。

## 系列校
- 明星幼稚園
- 明星中学校・高等学校
- 明星大学